# Alright (Reamonn)
Alright is een nummer van de Duitse band Reamonn uit 2003. Het is de tweede single van hun derde studioalbum Beautiful Sky.
"Alright" is een poprocknummer waarin de liedverteller zingt dat hij er altijd wil zijn voor zijn geliefde. Het nummer werd een hit in het Duitse taalgebied en bereikte de 17e positie in Duitsland, het thuisland van de band. Daarbuiten bereikte de plaat geen hitparades.

## Tracklijst
- Cd-single
- "Alright" (singleversie)- 4:00

1. "Beautiful Sky" - 4:03
2. "Star" (Unplugged) - 4:32
3. "Dreamer Boy" (Demo Recording 1999) - 5:14